# Национальный центр независимых и крестьян
Национальный центр независимых и крестьян (фр. Centre national des indépendants et paysans, CNIP) — правая национально—консервативная политическая партия во Франции, основанная в 1951 году в результате слияния Национального центра независимых (CNI), наследника французской республиканской консервативно-либеральной традиции (многие члены партии вышли из Демократического республиканского альянса), с Крестьянской партией и Республиканской партией свободы.
Национальный центр независимых и крестьян играл важную роль во время Четвёртой республики (до 1958 года), но с созданием Пятой республики влияние партии значительно снизилось. CNIP в основном выступал в качестве второстепенного союзника более крупных правоцентристских партий. На первом этапе своей истории (до 1968 года) были классическими либералами и экономическими либералами, выступавшими против дирижизма левых и голлистов. Со временем партия значительно поправела и от проевропеизма перешла к евроскептицизму.

## История

### Четвёртая республика
Национальный центр независимых и крестьян был основан в январе 1949 года с целью объединения центристских и правых парламентариев, разбросанных по множеству партий, таких как Республиканская партия свободы и другие умеренные партии. Свое нынешнее название партия получила в 1951 году после слияния с небольшой Крестьянской партией Поля Антьера (преемницы довоенной Французской аграрно-крестьянской партии).
Как ведущая правая сила во время Четвёртой республики, он получил около 14 % голосов на выборах 1951 и 1956 годах и участвовал в правительственных коалициях Третьей силы, играя важную роль в кабинетах в начале 1950-х годов. Дважды представители CNIP становились премьер-министрами: Антуан Пине, самая популярная фигура в партии, в 1952 году, и Жозеф Ланьель в 1953—1954 годах. Основатель CNIP, Рене Коти, был избран президентом Франции в 1953 году. Влияние партии пошло на спад после военной катастрофы Дьенбьенфу в ходе Индокитайской войны в 1954 году, и она оставалась в оппозиции большую часть последних двух лет жизни Четвёртой республики после выборов 1956 года.
Во время «холодной войны» CNIP была решительно антикоммунистической партией, активно поддерживаемой и финансируемой работодателями, колониальными и сельскохозяйственными лоббистами. Хотя CNIP была более либеральной в экономическом плане, чем христианско-демократическое Народно-республиканское движение (MRP), он также поддерживал европейскую интеграцию и НАТО. CNIP был воинствующим защитником Французского Алжира на протяжении всей Алжирской войны.

### Пятая республика
В 1958 году CNIP поддержал приход к власти Шарля де Голля и предложенную им конституцию Пятой республики. Получив более 130 мест на выборах 1958 года, Центр был членом правящей коалиции голлистов до 1962 года. Антуан Пине, занимавший пост министра финансов до 1960 года, руководил успешной денежной реформой в 1959 году (введение нового франка). Однако уже вскоре у партии появляются противоречия с голлистами. CNIP выступал против политики самоопределения Шарля де Голля в отношении Алжире, не одобрял его интервенционистскую экономическую политику, критиковал евроскептицизм де Голля и «президентизацию» режима. 5 октября 1962 года 107 депутатов CNIP проголосовали за недоверие правительству Жоржа Помпиду, выступив против конституционной реформы де Голля, желавшего выбирать президента всеобщим голосованием. Однако министры из числа членов CNIP во главе с будущим президентом Валери Жискар д'Эстеном продолжали поддерживать де Голля. При поддержке 24 депутатов они основали свою собственную партию, Независимых республиканцев (RI).
Сильно ослабленная расколом и своей позицией по референдуму о конституционной реформ в октябре 1962 года, CNIP потерпела крупное поражение на парламентских выборах в ноябре того же года, получив всего 12 мест. В 1966 году Центр объединился с центристской христианско-демократической партий Народно-республиканское движение (MRP), чтобы сформировать Демократический центр, в котором CNIP был лишь небольшим компонентом. Впрочем, уже через два года CNIP вновь становится самостоятельной партией.
Национальный центр независимых и крестьян так и не восстановил свою былую силу, став маргинальной консервативной группой. В 1980-х годах она попыталась стать «мостом» между парламентскими правыми (RPR и UDF) и крайне правыми (FN). На выборах 1986 года члены CNIP были включены в списки RPR—UDF, но смогли выиграть лишь три места через местные альянсы с FN. В 1997 году Центр вступил в эфемерный альянс с евроскептиками из Движения за Францию Филиппа де Вилье.

### XXI век
В 2002 году CNIP стал ассоциированной партией Союза за народное движение (UMP), в котором оставался до июня 2008 года. В ходе парламентских выборов 2007 года Центру удалось выиграть два места в Национальном собрании Франции. В апреле 2008 года к партии присоединился Франсуа Лебель, мэр 8-го округа Парижа.
С 2008 года CNIP колебался между стремлением к альянсу с Союзом за народное движение президента Николя Саркози или объединением с их центристскими союзниками, в первую очередь с Радикальной партией Жана-Луи Борлоо. В итоге, они присоединилась к Комитету по связям с президентским большинством, недолго просуществовавшей структуре UMP и её союзников Саркози. Депутат Жиль Бурдуле, который возглавил партию в 2009 году, объявил в 2011 году, что ведёт переговоры о союзе с центристской коалицией Борлоо. Хотя эти переговоры не увенчались успехом, они спровоцировали серьёзный конфликт между Бурдуле и бывшим лидером партии Анник дю Роскоэт, которая хотела, чтобы CNIP сохранил свою консервативную ориентацию, в то время как Бурдуле стремился сдвинуть её в сторону правого центра.
На выборах в Европейский парламент 2009 года партия выдвинула автономные списки в трёх избирательных округах, но смогла принять участие только в Гвиане (2,65 %) и Иль-де-Франс (0,42 %). На региональных выборах 2010 года CNIP поддержал некоторые списки правой национал-консервативной партии «Вставай, Республика» во главе с Николя Дюпон-Эньяном, в то время как в других регионах поддерживала UMP или диссидентские правые списки.
19 сентября 2012 года Бурдуле — единственный оставшийся депутат партии — объявил, что CNIP присоединяется к правоцентристскому Союзу демократов и независимых (UDI) Борлоо. Сам он присоединился к группе UDI в Национальной ассамблее в ещё июне 2012 года. Но в сентября 2013 года CNIP был исключён из UDI после того, как Жиль Бурдуле заявил: «Может быть, Гитлер убил недостаточно цыган».
В 2019 году во время выборов в Европейский парламент CNIP присоединился к коалиции «Влюблённые во Францию» во главе с Николя Дюпон-Эньяном, а во время президентских выборов 2022 года вошёл в группу партий, поддерживавших Эрика Земмура.